# Fernando Armagnague
Juan Fernando Armagnague (30 de agosto de 1949,Mendoza, Argentina) es un abogado y político perteneciente a la Unión Cívica Radical, fue diputado provincial y diputado nacional por Mendoza.

## Biografía
Nació en la Ciudad Autónoma de Buenos Aires, el día 30 de agosto de 1949, fue maestro de escuela primaria, estudió y se recibió de abogado en la Universidad de Mendoza en 1973, se doctoró en la UBA en 1993 sobre la Tesis de Juicio Político, profesor emérita de la UNCuyo y Profesor Fundador de la misma casa de estudios. Dictó clases durante 10 años en la Cátedra de Derecho Constitucional, como profesor invitado de la Universidad de la Laguna, Tenerife, Islas Canarias; Universidad de Salamanca, Universidad de Valladolid y Pompeu Fabra de Barcelona de España; Universidad del Externado de Colombia, y en la Universidad de Nuevo León en Monterrey, México.

### Trayectoria Política
Es el líder del grupo interno "Dignidad partidaria".
Fue presidente de la Juventud Radical de Mendoza en 1974 y electo diputado provincial en 1983 cargo que ocupó hasta 1987 y en las Elecciones legislativas de Argentina de 1987 fue electo diputado nacional para el periodo 1987-1991. En 1997 fue electo nuevamente diputado provincial pero asumió en mayo de 1998 y fue reelecto en 2001 para el periodo 2002-2006.
Para las Elecciones legislativas de Argentina de 2011 fue candidato a diputado nacional en el tercer puesto pero solo fue electo de esa lista solo un candidato .En las Elecciones primarias de Argentina de 2017, Armagnague presentó su lista para las primarias a diputado nacional contra la lista de Luis Petri pero perdió logrando 32.045 votos el 7,31%. Se presentó como candidato a gobernador en las Elecciones provinciales de Mendoza de 2019 acompañado por la abogada, Sandra Romano logrando en la primaria de Cambia Mendoza 13.400 votos el 2,91% quedando abajo de Rodolfo Suárez y de Omar De Marchi.
En abril de 2023 Armagnague pidió que echen del radicalismo al intendente de Las Heras (2015-2023), Daniel Orozco, quién aceptó ser candidato a vicegobernador de Omar de Marchi por otra coalición (La Unión Mendocina) en las Elecciones provinciales de Mendoza de 2023 que al hacer eso "desertó" y recordó las palabras de Ricardo Balbín "Como decía Balbín: fácil es hacerse radical, lo difícil es morirse siendo radical"

## Historia Electoral

### Elecciones provinciales de Mendoza de 2019
|  | 68,71 % |

|  | 45,11 % |

|  | 28,38 % |

|  | 2,91 % |